# Diaethria septentrionalis
Diaethria septentrionalis är en fjärilsart som beskrevs av Pierre E.L. Viette 1958. Diaethria septentrionalis ingår i släktet Diaethria och familjen praktfjärilar. Inga underarter finns listade i Catalogue of Life.